# هویزه (نفربر)

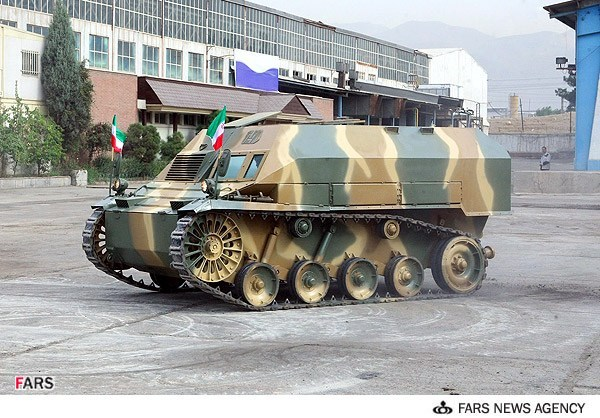
نمایی از «هویزه» یک خودروی نظامی زرهی - مهر ۱۳۹۱

هویزه نام یک نفربر زرهی ساخت وزارت دفاع جمهوری اسلامی ایران است. این نفربر در تاریخ ۳ مهرماه سال ۱۳۹۱ رونمایی شد.

## خصوصیات
به گفته احمد وحیدی، وزیر دفاع ایران این خودروی زرهی با وزن کم، نگهداری ساده، امکان نصب سلاح و تجهیزات مختلف، قابلیت بکارگیری سریع و آسان، سرعت مناسب، استتار مؤثر و اختفای آسان، امکان عملیات در شب، امکان حمل و نقل آسان و امکان حمل هوایی از طریق هواپیما و بالگرد، قابلیت بهره‌برداری در مأموریت‌های مختلف نیروهای مسلح جمهوری اسلامی ایران را دارد.
بر اساس اعلام وزیر دفاع ایران، از این خودرو می‌توان در پاسگاه‌های مرزی، برای مقابله با اشرار و مبارزه با قاچاق مواد مخدر و کالا و دیگر عملیات نظامی و انتظامی بهره‌برداری کرد.
این خودروی زرهی در امور غیرنظامی مانند بکارگیری در حوادث غیرمترقبه از جمله سیل، زلزله، برف سنگین، آتش‌سوزی جنگل‌ها، عملیات پاسداری و حفظ محیط زیست، فعالیت‌های زیست‌شناسی و حفاری چاه‌های نفت و گاز، آمبولانس و تجهیز یگان‌های پاسدار صلح کاربرد دارد.
نفربر شنی‌دار زرهی هویزه با توجه به محیط‌های صحرایی، وسیله مناسبی جهت انتقال سریع نفرات به نقاط نزدیک دشمن است که با ابعاد کوچک و چابکی و توان مانور بالای خود پشتیبانی مناسبی از واحدهای عمل‌کننده فراهم می‌کند. این نفربر قابلیت تجهیز به تیربارهای سبک و نیمه‌سنگین را دارد. احتمالاً این نفربر کوچک قابلیت حمل چهار سرنشین به‌علاوه راننده را دارا بوده و برای هر یک از سرنشینان نیز یک پریسکوپ برای ایجاد امکان دید به بیرون تعبیه شده است. محل خروج نفرات از انتهای نفربر است ضمن اینکه دریچه‌هایی نیز روی سقف و روزنه‌هایی برای تیراندازی در طرفین آن مشاهده می‌شود. همچنین به‌نظر می‌رسد موتور این خودروی زرهی در جلو و سمت راست آن مستقر شده باشد، علاوه بر آن، دریچه‌ای نیز بالای سر راننده قرار داده شده که ممکن است برای ورود و خروج عادی وی یا برای شرایط اضطراری باشد.